# Cortes de Baza
Cortes de Baza ist eine Gemeinde in der Provinz Granada im Südosten Spaniens mit 1.793 Einwohnern (Stand: 2024). Die Gemeinde liegt in der Comarca Baza. 

## Geografie
Die Gemeinde liegt im Süden der Provinz und grenzt an Baza, Benamaurel, Castilléjar, Castril, Peal de Becerro, Pozo Alcón und Zújar. 

## Geschichte
Der Ort ist seit prähistorischen Zeiten von Menschen besiedelt. Es wurde von Römern, Mauren und später von den Christen nach der Reconquista von Andalusien im fünfzehnten Jahrhundert besiedelt.

## Sehenswürdigkeiten
In Cortes de Baza steht eine Kirche aus dem sechzehnten Jahrhundert im Mudéjar-Stil.

## Wirtschaft
Cortes de Baza ist sehr ländlich geprägt, mit Landwirtschaft und Pappelplantagen, die sich über ein großes Gebiet erstrecken, aber auch der Tourismus wird zu einer wichtigen Einnahmequelle. Der Ort ist sehr typisch für diese Gegend.